# 兵庫県道223号播磨新宮停車場線
兵庫県道223号播磨新宮停車場線（ひょうごけんどう223ごう はりましんぐうていしゃじょうせん）は、兵庫県たつの市を通る一般県道である。

## 概要
JR西日本姫新線 播磨新宮駅前から国道179号交点に至る。

### 路線データ
- 起点：たつの市新宮町新宮（JR西日本姫新線 播磨新宮駅前）
- 終点：たつの市新宮町新宮（新宮駅前交差点、国道179号交点）
- 総延長：90 m

## 地理

### 通過する自治体
- たつの市

### 交差する道路
| 交差する道路 | 交差する場所 | 交差する場所          |
| ------------ | ------------ | --------------------- |
| 国道179号    | 新宮町新宮   | 新宮駅前交差点 / 終点 |

### 沿線
- JR西日本姫新線 播磨新宮駅